# Dario Simoni
Dario Simoni (1901 — 23 de maio de 1984) é um diretor de arte estadunidense. Venceu o Oscar de melhor direção de arte em duas ocasiões: por Lawrence of Arabia e Doctor Zhivago.